# Grand Army Plaza (Brooklyn)

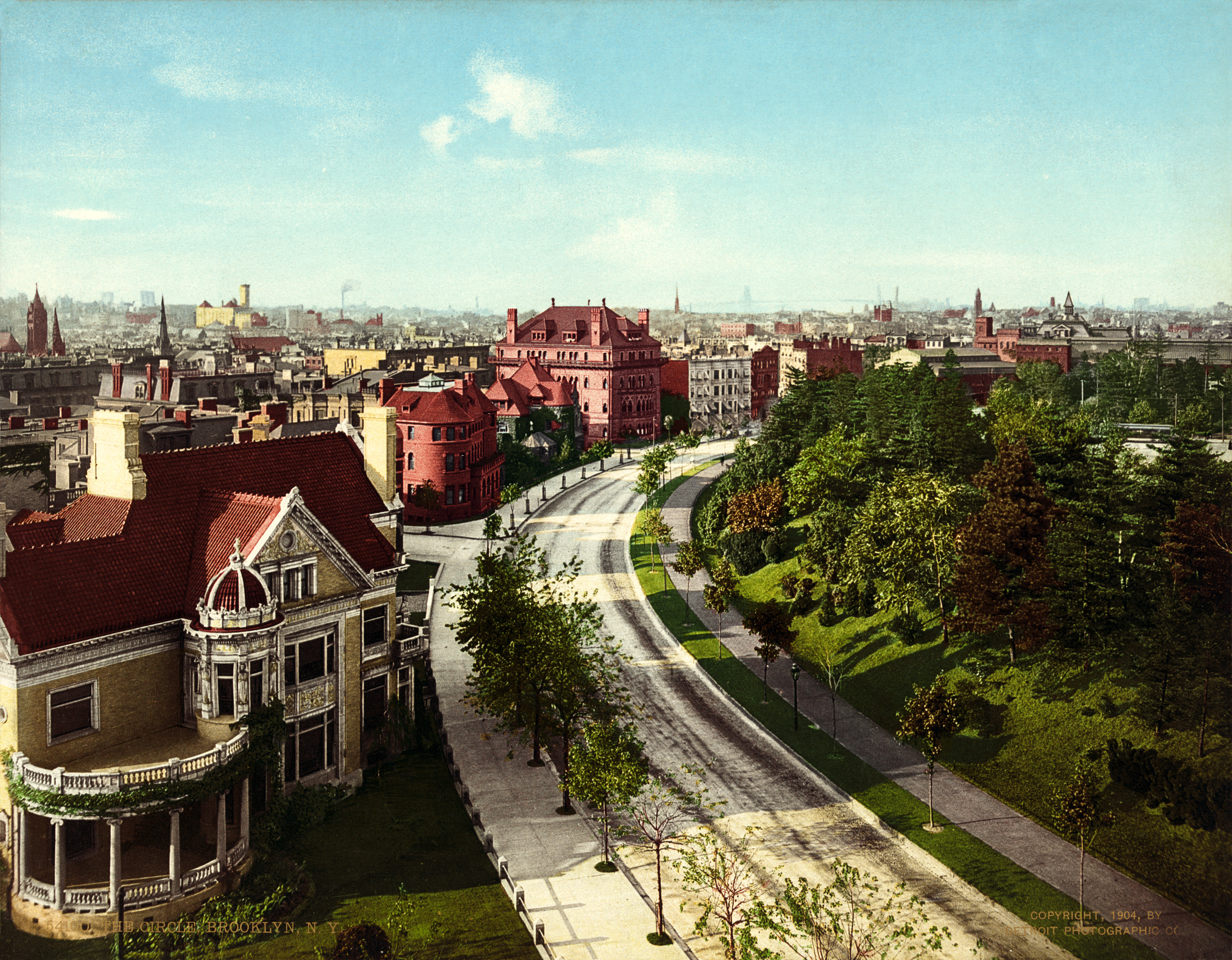
Die ovalförmig angelegte Plaza Street West und Teil der Parkanlage um 1904

Der Grand Army Plaza, auch Prospect Park Plaza, ist ein Platz und eine Parkanlage im Stadtbezirk (Borough) Brooklyn in New York City, USA. Er wurde zu Ehren der Grand Army of the Republic, einer Bruderschaft von Veteranen aus dem Amerikanischen Bürgerkrieg benannt. Der Platz bildet einen markanten Zugang zum Prospect Park.

## Lage
Der Grand Army Plaza befindet sich im Westen von Brooklyn (Kings County) in den Stadtteilen Prospect Heights und Park Slope. Deren gemeinsame Stadtteilgrenze verläuft mittig von Nord nach Süd durch den Platz. Er ist etwa zwei Kilometer von Downtown Brooklyn entfernt und von dort über die Flatbush Avenue erreichbar. Am Südende befindet sich der Haupteingang vom Prospect Park, der zweitgrößten Parkanlage in Brooklyn.
Unter dem Platz trennen sich zwei U-Bahnstrecken der New York City Subway voneinander, die aus der Innenstadt Brooklyns kommen. Am Nordende im Bereich der Flatbush Avenue und Plaza Street West befinden sich Zugänge zur Station „Grand Army Plaza“ der IRT Eastern Parkway Line mit den Linien  und . Die BMT Brighton Line hat im Platzbereich keine Station.

## Beschreibung
Der etwa sechs Hektar große Platz besteht aus konzentrischen ovalen Ringen, die als Straßen angeordnet sind, wobei die namensgebende Plaza Street den äußeren Ring bildet. Der mit Grand Army Plaza bezeichnete innere Ring ist als eiförmige Fahrbahn angelegt, über die die Hauptstraße Flatbush Avenue mittels Kreisverkehr geführt wird. Zum Platz führen zehn zum Teil radial angeordnete Straßen, darunter neben der Flatbush Avenue die Hauptstraßen Vanderbilt Avenue (Brooklyn), Eastern Parkway, Prospect Park West und Union Street. Die großen Flächen dazwischen sind auf künstlich geschaffenen Hügeln als Park mit reichem Baumbestand und die kleineren mit Grünanlagen gestaltet.
In der Platzanlage befindliche Architekturen und Denkmale sind der Triumphbogen Soldiers' & Sailors' Arch am Südende, der Bailey-Brunnen im Zentrum des Platzes, das John-F.-Kennedy-Denkmal im nördlichen Teil, Statuen der Bürgerkriegs-Generäle Gouverneur Kemble Warren und Henry Warner Slocum, Büsten der bekannten Brooklyner Bürger Alexander Skene und Henry W. Maxwell. Am Südende markieren, symmetrisch angeordnet, vier hohe von bronzenen Adlern gekrönten dorische Siegessäulen und zwei zwölfseitige Pavillons mit Granitsäulen den Haupteingang in den Prospect Park. Der Platz ist von bis zu 16-stöckigen Wohnhäusern umgeben, am Südostrand steht die öffentliche Bibliothek Central Library von Brooklyn.

## Geschichte
Der Platz wurde 1867 von den Landschaftsarchitekten Frederick Law Olmsted und Calvert Vaux als Vorplatz am Eingang zum Prospect Park in der bis 1894 selbständigen Stadt Brooklyn entworfen. Von 1889 bis 1892 errichtete Architekt John H. Duncan (1854–1929) die Säulen und den Triumphbogen Soldiers' & Sailors' Arch, der 1898 mit der krönenden Quadriga und den Skulpturengruppen ergänzt wurde. Im Jahr 1926 wurde der Platz, der zuvor offiziell Prospect Park Plaza hieß, in „Grand Army Plaza“ umbenannt, um an den 60. Jahrestag der Gründung der Grand Army of the Republic zu erinnern. 1932 ersetzte man einen älteren Brunnen durch den Bailey-Brunnen. Dieser erfuhr 2006 eine Renovierung. Im Jahr 1975 erklärte man den Platz zum National Historic Landmark. Im Jahr 2021 wurde eine umfangreiche Restaurierung des Triumphbogens mit den Skulpturengruppen für sechs Millionen US-Dollar und der Parkanlage für drei Millionen US-Dollar durchgeführt. Im November 2022 startete das New York City Department of Transportation (NYCDOT) eine öffentliche Umfrage für den Vorschlag, den Grand Army Plaza, der der verkehrsreichste Kreisverkehr in Brooklyn ist, dauerhaft für den Fahrzeugverkehr zu sperren und den Platz in eine Fußgängerzone umzuwandeln.

## Ansichten

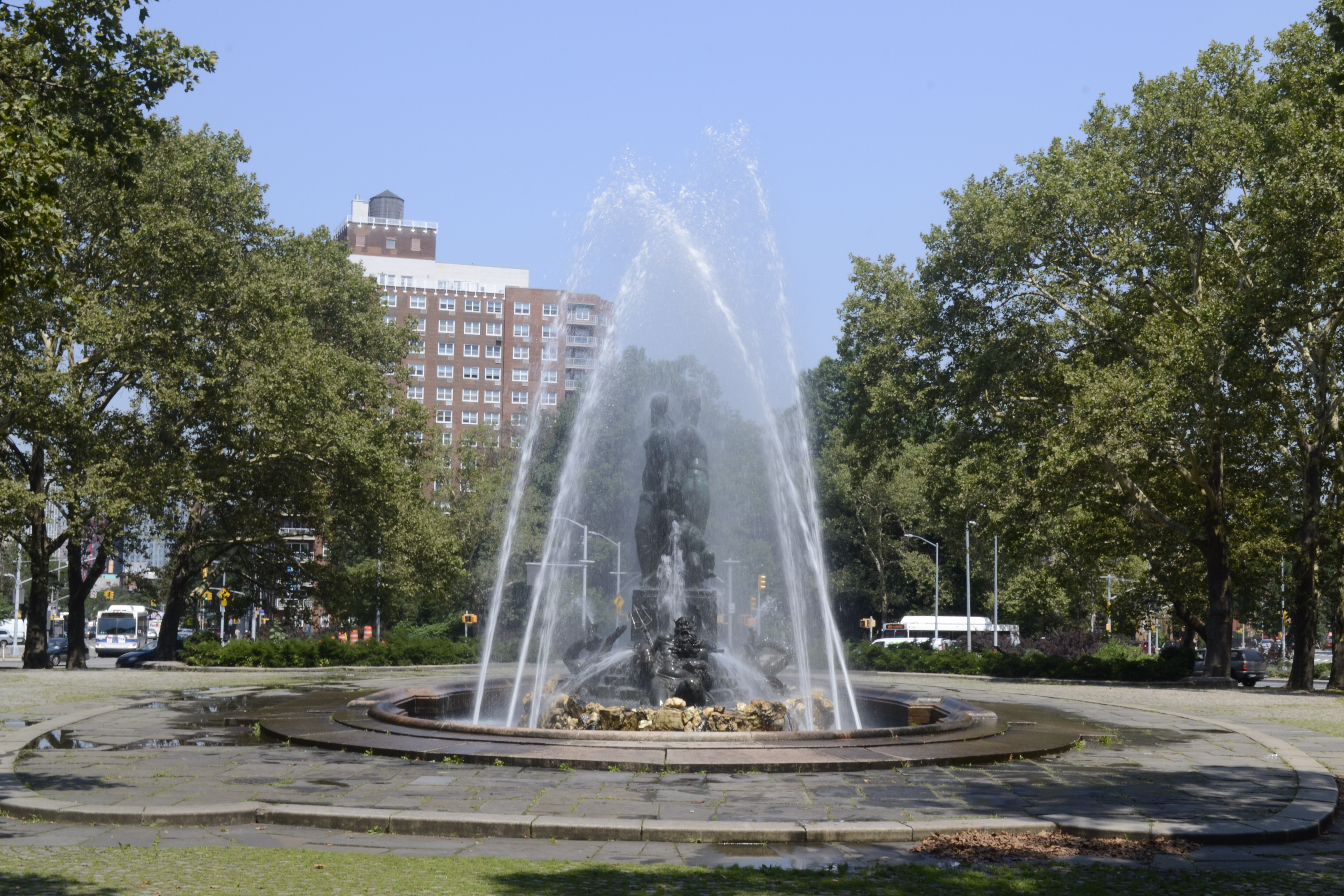
Bailey Fountain, errichtet 1932
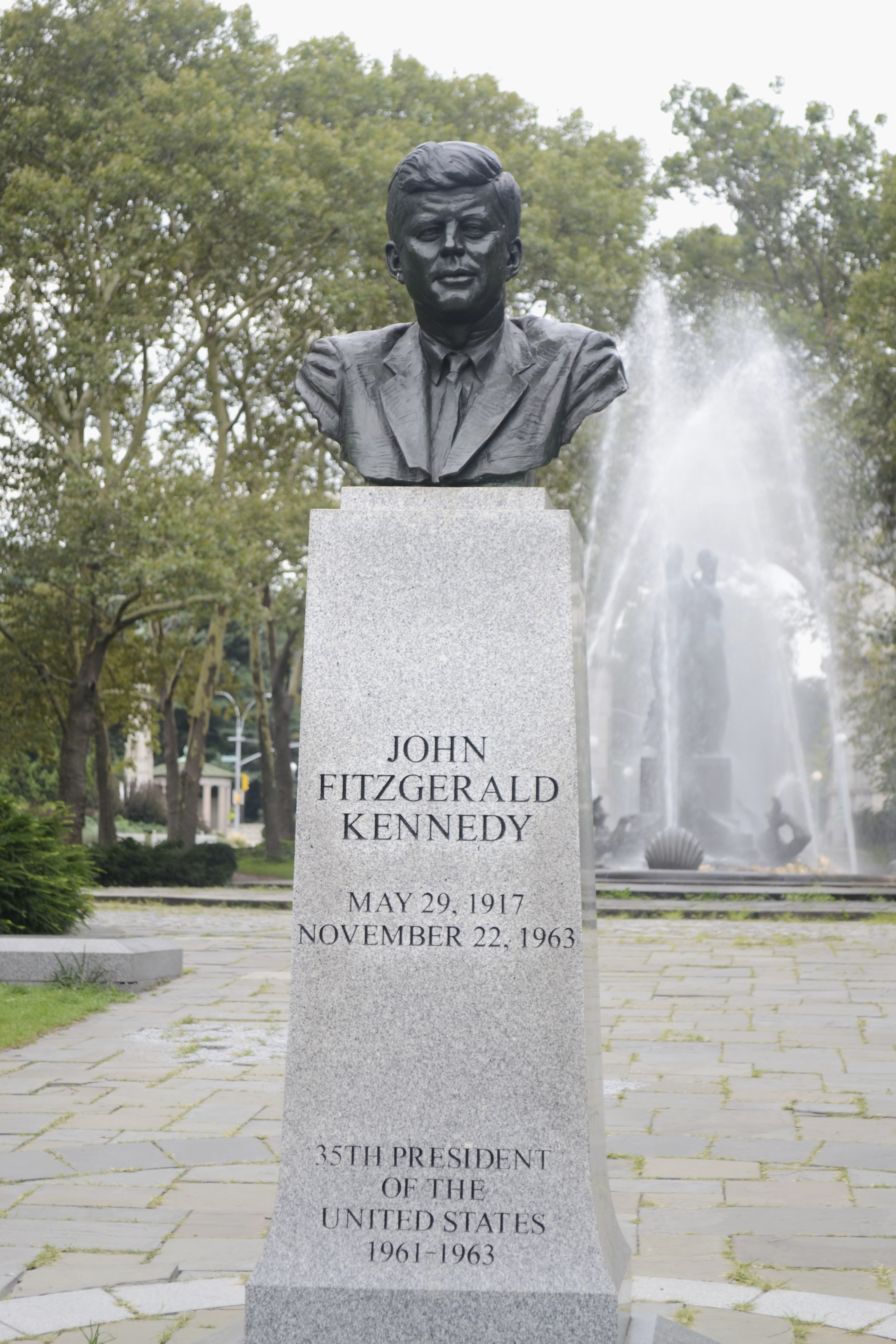
Denkmal John F. Kennedy
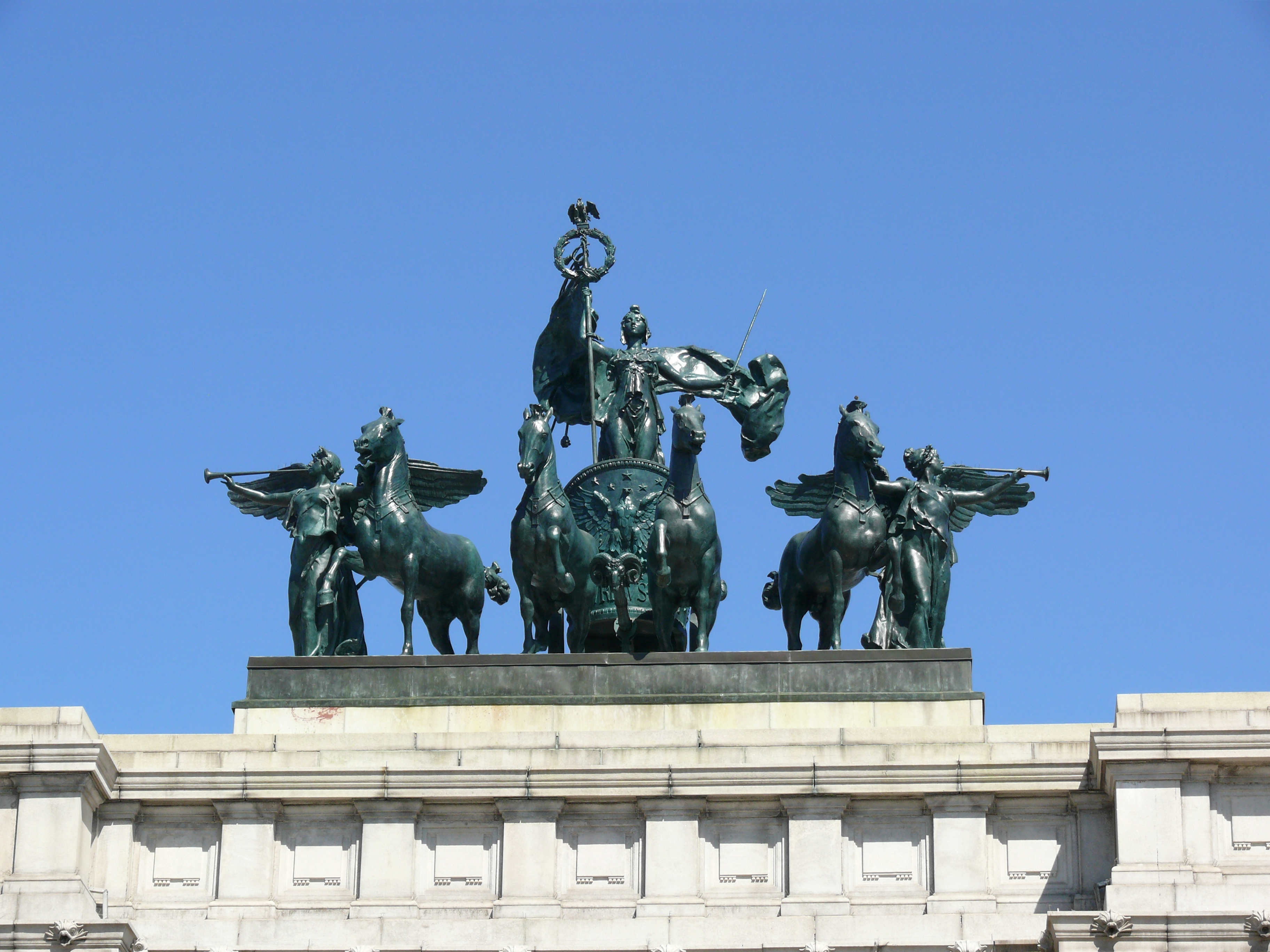
Quadriga auf dem Triumphbogen
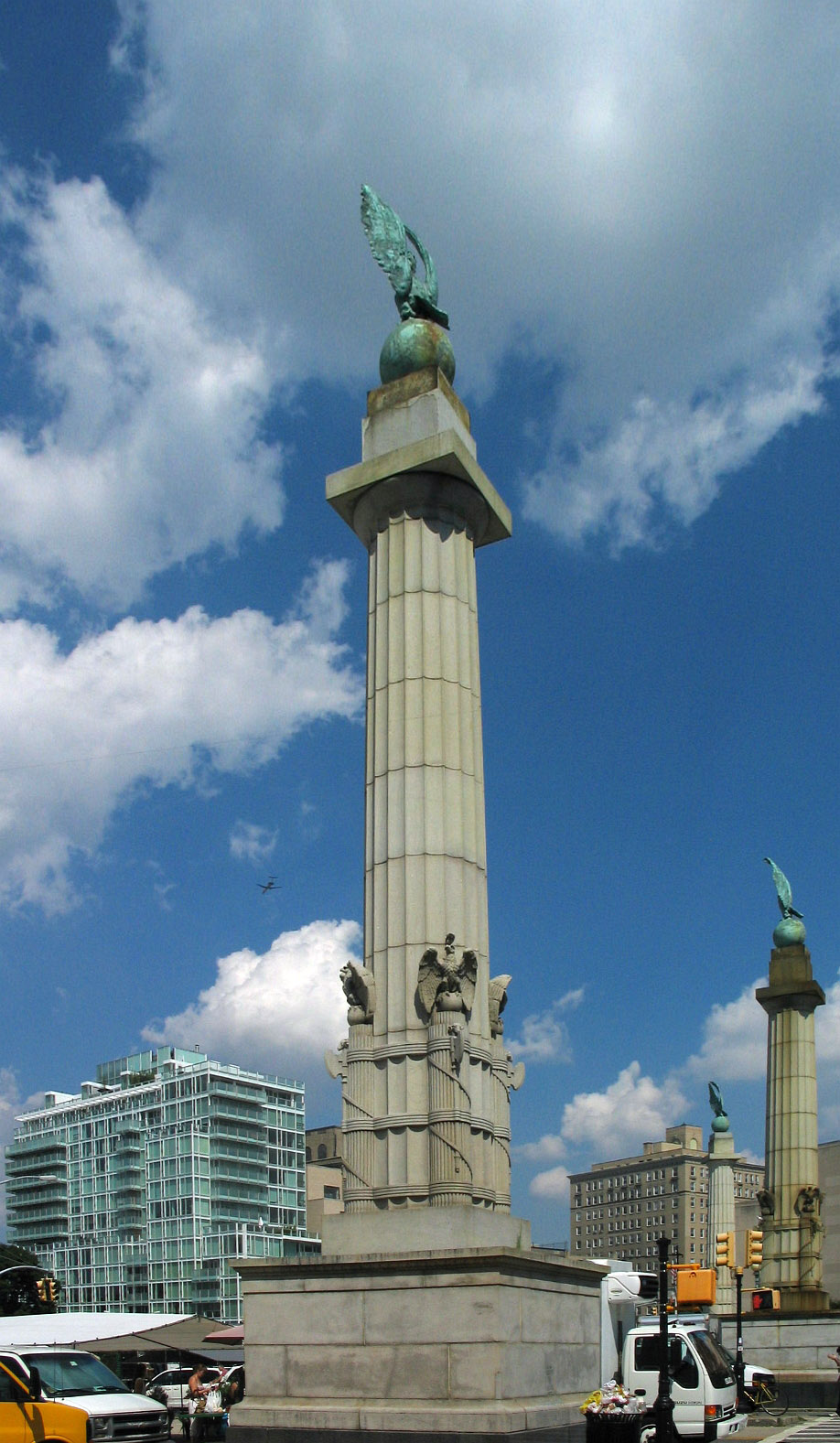
Die mit Adlern gekrönten Säulen am Südrand des Platzes
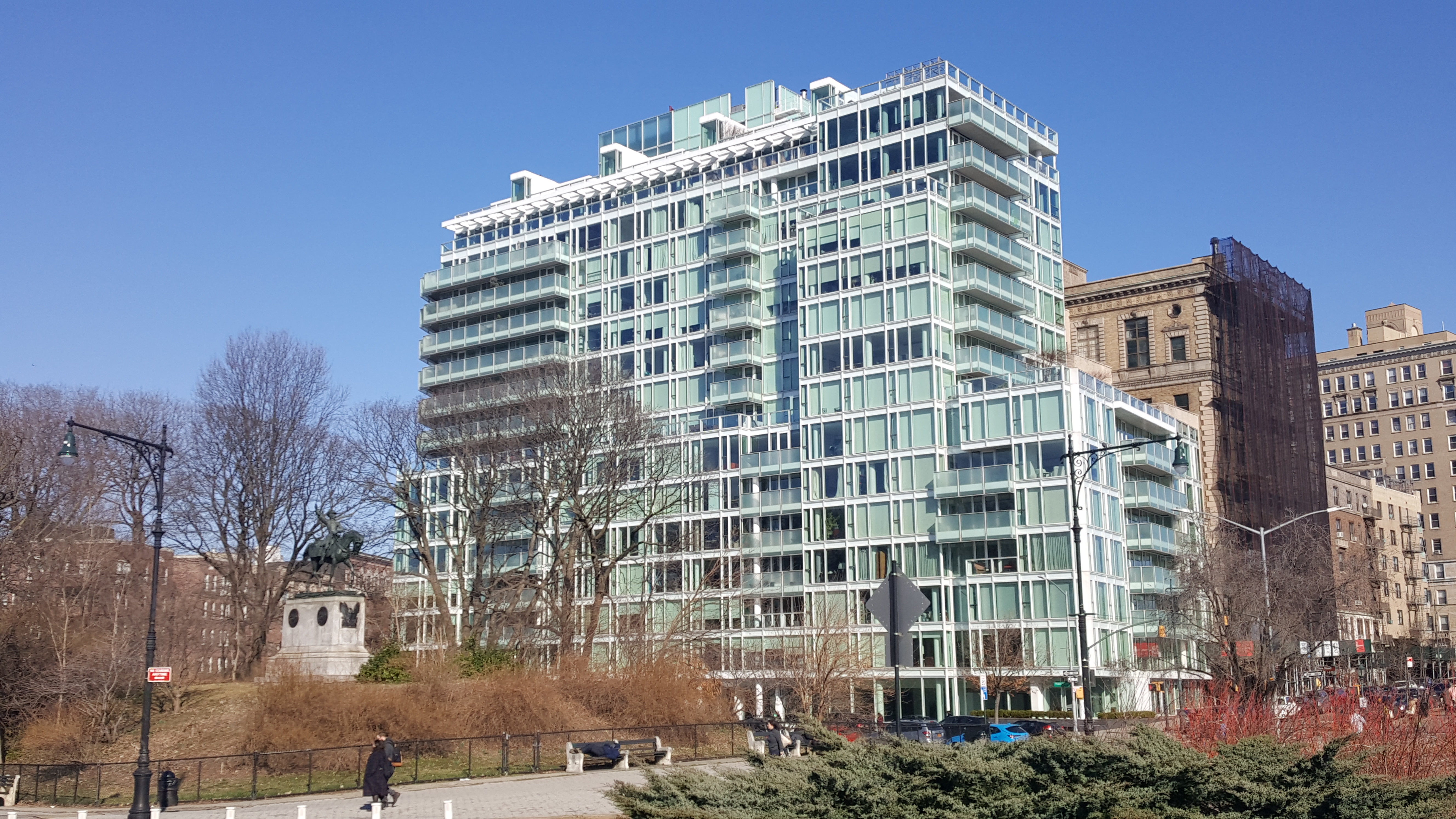
Reiterstatue von Henry Warner Slocum und das Apartmenthaus On Prospect Park